# Nina Kalckar
Nina Fenneberg f. Kalckar (født 7. juli 1907 på Frederiksberg, død 21. august 2000) var en dansk skuespiller.
Gennem sin karriere optrådte hun på mange teatre, heriblandt Dagmarteatret, Nørrebro Teater og Apolloteatret.
Hun var gift fire gange. Første gang med Kurt Furdichar, anden gang med teaterkritikeren Frederik Schyberg, tredje gang med Henrik Frederik Moldrup Hollesen og fjerde gang med borgmesteren i Lyngby-Taarbæk Paul Fenneberg.
Blandt de film hun medvirkede i kan nævnes:
- De blaa drenge – 1933
- Den ny husassistent – 1933
- Den mandlige husassistent – 1938
- Mine kære koner – 1943
- Som sendt fra himlen – 1951